# 短頭石頜鯛
短頭石頜鯛為輻鰭魚綱鱸形目鱸亞目鯛科的其中一種，分布於東南大西洋區，從安哥拉至南非海域，體長可達100公分，棲息在沙底質海域，屬肉食性，以甲殼類、蠕蟲、貝類等為食，可做為食用魚及遊釣魚。